# Космос-1674
Космос-1674 је један од преко 2400 совјетских вјештачких сателита лансираних у оквиру програма Космос.
Космос-1674 је лансиран са космодрома Плесецк, СССР, 8. августа 1985. Ракета-носач Ф-2 је поставила сателит у орбиту око планете Земље. Маса сателита при лансирању је износила 1500 килограма. Космос-1674 је био сателит намијењен за електронско извиђање, јављање и навођење.